# Escola Prática de Infantaria
A Escola Prática de Infantaria (EPI) MHTE • MHA • MHL era um estabelecimento de ensino do exército português, cujo objetivo é a formação de tropas na arma de infantaria. Este estabelecimento estava instalado em parte do edifício do Convento de Mafra, na vila de Mafra.
Foi criada em 1890 e desativada em 2013, passando as suas funções para a Escola das Armas.

## História
A origem da Escola Prática de Infantaria remonta ao período da terceira invasão francesa, quando o marechal William Carr Beresford cria o Depósito de Recrutas de Infantaria no Convento de Mafra, em 1809. Anos mais tarde, em 1841, o mesmo convento recebe diversas unidades militares, desde caçadores, infantaria, artilharia, lanceiros e cavalaria. O Depósito Geral seria encerrado em 1860, depois de aí terem falecido 94 recrutas devido a uma doença do foro infecto-contagioso.
Em 1887, o ministro da Guerra, visconde de São Januário, cria oficialmente a Escola Prática de Infantaria e Cavalaria, por carta de lei de 22 de Agosto, reunindo numa mesma escola a formação para as armas de infantaria e cavalaria. No ano seguinte, é criada a primeira carreira de tiro em Portugal.
Em 1890, os cursos de infantaria e de cavalaria são separados, ficando a escola de Mafra com a instrução de infantaria e a designação de "Escola Prática de Infantaria". Esta separação teve por objetivo a especialização dos oficiais saídos da Escola do Exército na arma de infantaria; o regulamento que separou as duas especialidades, também criará as secções tiro, esgrima e ginástica. Mais tarde, em 1902, é criada a Escola Central de Sargentos.
A designação da EPI é alterada para "Escola de Tiro da Infantaria", em 1911. Em 1926, é reestabelecida a anterior designação de "Escola Prática de Infantaria".
A Escola Prática de Infantaria esteve presente em momentos de destaque na história de Portugal, dos quais se destaca a preparação das tropas para a Guerra Colonial Portuguesa e a participação na Revolução do 25 de Abril de 1974.
A Escola Prática de Infantaria foi desativada a 1 de outubro de 2013, na sequência de unificar as diversas escolas práticas das armas do Exército numa única Escola das Armas.

## Publicações da Escola Prática de Infantaria
- Newsletter da Escola Prática de Infantaria[4]
- Edições da Revista Azimute[4]

## Comandantes da EPI
| Patente    | Nome                                          | Comissão    |
| ---------- | --------------------------------------------- | ----------- |
|            | Desde a Revolução do 25 de Abril de 1974      |             |
| Coronel    | João Pedro Rato Boga de Oliveira Ribeiro      | (2011-)     |
| Coronel    | Jorge Manuel Barreiro Saramago                | (2010-2011) |
| Coronel    | João Manuel Ormonde Mendes                    | (2008-2010) |
| Coronel    | Rui Davide Guerra Pereira                     | (2006-2008) |
| Coronel    | Infantaria Luís Filipe Tavares Nunes          | (2004-2006) |
| Coronel    | de Infantaria António Noé Pereira Agostinho   | (2002-2004) |
| Coronel    | João Nuno Jorge Vaz Antunes                   | (2000-2002) |
| Coronel    | Valdemar José Moura da Fonte                  | (1998-2000) |
| Coronel    | Américo Pinto da Cunha Lopes                  | (1995-1998) |
| Coronel    | Jorge Manuel Silvério                         | (1993-1995) |
| Coronel    | Luís Fernando da Fonseca Sobral               | (1992-1993) |
| Coronel    | Américo Simões Gaspar                         | (1990-1992) |
| Coronel    | Aníbal Rodrigues da Silva                     | (1988-1990) |
| Coronel    | João M. Carreiro Barbosa                      | (1986-1988) |
| Coronel    | Fernando F. Morgado Corte Real                | (1984-1986) |
| Coronel    | António F. Rodrigues de Areia                 | (1983-1984) |
| Coronel    | António Guerreiro Caetano                     | (1981-1983) |
| Coronel    | Fernando dos S. Ribeiro da Cunha              | (1979-1981) |
| Coronel    | Hugo Manuel Rodrigues dos Santos              | (1978-1979) |
| Coronel    | Rogério Garret S. Castro                      | (1977-1978) |
| Coronel    | Aurélio Manuel Trindade                       | (1976-1977) |
| Brigadeiro | Fernando M. Jasmins de Freitas                | (1974-1976) |
|            | Estado Novo                                   |             |
| Brigadeiro | José Maria Henriques da Silva                 | (1973-1974) |
| Coronel    | Hilário Marques da Gama                       | (1970-1973) |
| Coronel    | Manuel Ribeiro de Faria                       | (1963-1969) |
| Coronel    | José M. de Sousa e Faro Nobre de Carvalho     | (1961-1962) |
| Coronel    | Álvaro Mário Couceiro Neto                    | (1961-1961) |
| Coronel    | Alberto Vilarinho Rosa Garoupa                | (1960-1961) |
| Coronel    | Amadeu Soares Pereira                         | (1959-1960) |
| Coronel    | Artur Ferrão Pimentel da Costa                | (1958-1959) |
| Coronel    | Mário José Pereira da Silva                   | (1955-1958) |
| Coronel    | José Victor Mateus Cabral                     | (1954-1955) |
| Coronel    | Guilherme C. F. Pinto Basto Carreira          | (1953-1954) |
| Coronel    | Carlos Alberto Barcelos do Nascimento e Silva | (1950-1952) |
| Coronel    | Leonel Neto Lima Vieira                       | (1949-1950) |
| Coronel    | Domingos José Santos Lemos                    | (1946-1949) |
| Coronel    | Manoel Bernardes de Almeida Topinho           | (1944-1946) |
| Coronel    | Oscar da Silva Mota                           | (1941-1944) |
| Coronel    | Raul Verdades de Oliveira Miranda             | (1938-1940) |
| Coronel    | Ernesto Gonçalves Amaro                       | (1936-1938) |
| Coronel    | Agostinho Barreto Rodrigues D´Oliveira        | (1935-1936) |
| Coronel    | José Francisco Pires do Carmo                 | (1935-1935) |
|            | Ditadura Nacional                             |             |
| Coronel    | Casimiro Victor de Sousa Teles                | (1927-1935) |
| Coronel    | António Farinha Beirão                        | (1926-1927) |
|            | Primeira República Portuguesa                 |             |
| Coronel    | José de Oliveira Gomes                        | (1919-1926) |
| Coronel    | José Ernesto Sampaio                          | (1918-1919) |
| Coronel    | Luíz Augusto Nunes                            | (1915-1918) |
| Coronel    | Leopoldo Gomes da Silva                       | (1914-1915) |
| Coronel    | Francisco Maria Pinto da Costa                | (1908-1914) |
|            | Regime Liberal                                |             |
| Coronel    | Pedro Celestino da Costa                      | (1904-1908) |
| Coronel    | António Caetano Ribeiro Viana                 | (1904-1904) |
| Coronel    | Francisco Rodrigues da Silva                  | (1900-1902) |
| Coronel    | Emílio Henriques Xavier Nogueira              | (1900-1900) |
| Coronel    | Wenceslau José de Sousa Teles                 | (1896-1900) |
| Coronel    | José Estevão de Morais Sarmento               | (1895-1896) |
| Coronel    | José Augusto da Costa Monteiro                | (1894-1895) |
| Coronel    | João Maria Magalhães                          | (1893-1894) |
| Coronel    | Joaquim Herculano Galhardo                    | (1890-1893) |
| Coronel    | João Pedro Caldeira                           | (1889-1890) |

## Condecorações
A bandeira da Escola Prática de Infantaria foi:
- agraciada com a Grã-Cruz da Ordem Militar de Cristo, a 13 de setembro de 1961[5]
- agraciada com a Insígnia da Ordem do Mérito Militar do Brasil, a 14 de Março de 1966[6]

A Escola Prática de Infantaria foi:
- feita Membro-Honorário da Ordem Militar da Torre e Espada, do Valor, Lealdade e Mérito, a 2 de setembro de 1980[7]
- feita Membro-Honorário da Ordem Militar de Avis, 6 de dezembro de 1988[7]
- feita Membro-Honorário da Ordem da Liberdade, 25 de abril de 1999[7]